# Leptopterus chabert
El vanga chabert (Leptopterus chabert) es una especie de ave paseriforme en la familia Vangidae endémica de Madagascar. Es la única especie del género Leptopterus. Su nombre común hace alusión a su llamada.

## Hábitat y distribución

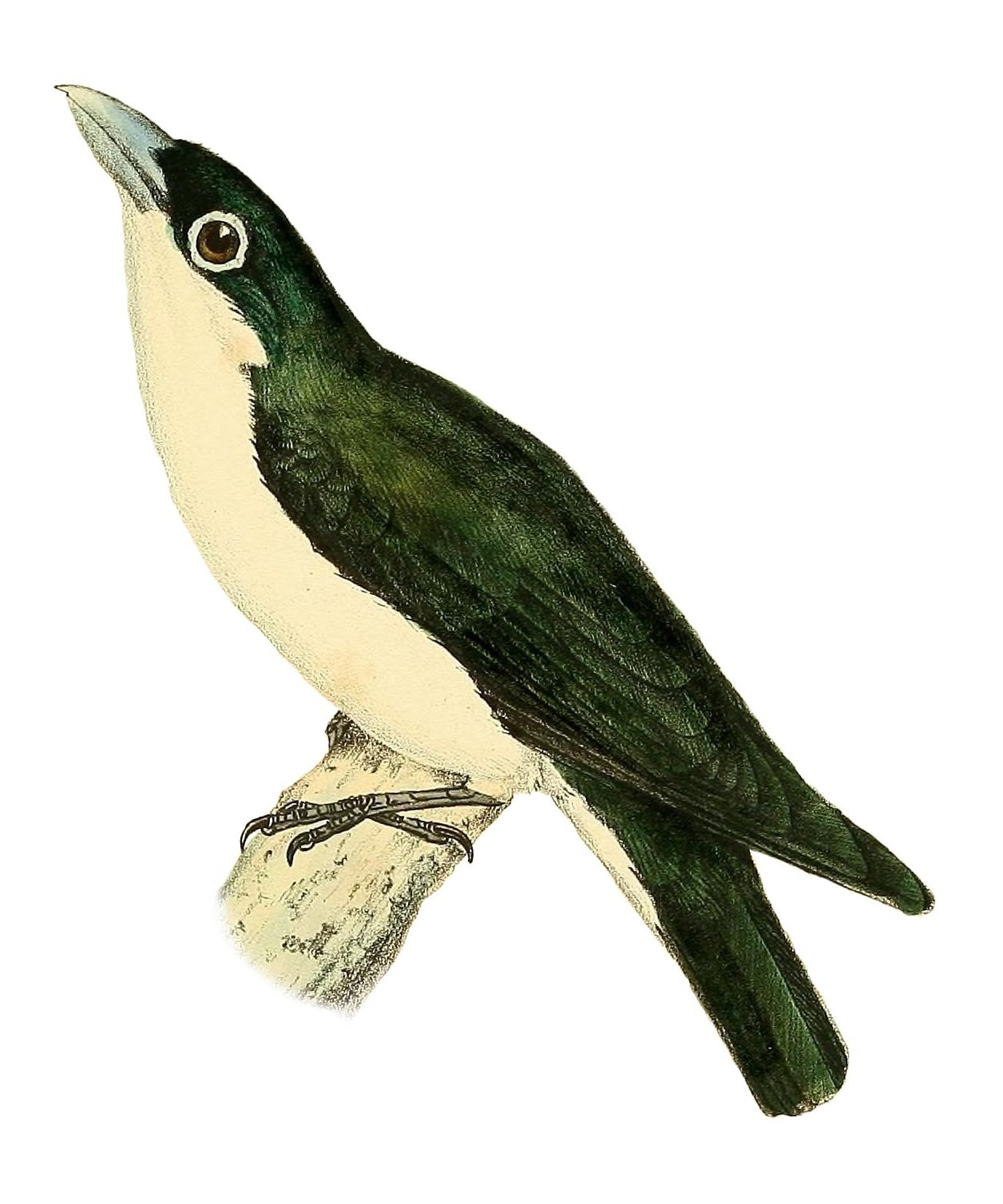
Ilustración de una Vanga chabert.

Se extiende por toda la isla de Madagascar excepto las montañas más altas del interior. Sus hábitats naturales son los bosques tropicales de tierras bajas secos y húmedos, y también los bosques de montaña.